# Шарлотта Вильгельмина Ангальт-Бернбургская
Шарлотта Вильгельмина Ангальт-Бернбургская (нем. Charlotte Wilhelmine von Anhalt-Bernburg; 25 августа 1737, Бернбург — 26 апреля 1777, Зондерсхаузен) — принцесса Ангальт-Бернбургская из династии Асканиев, в замужестве княгиня Шварцбург-Зондерсгаузенская.

## Биография
Шарлотта Вильгельмина — дочь князя Виктора II Фридриха Ангальт-Бернбургского и его второй супруги Альбертины Бранденбург-Шведтской (1712−1750). 4 февраля 1760 года в Бернбурге принцесса Шарлотта Вильгельмина вышла замуж за князя Кристиана Гюнтера III Шварцбург-Зондерсгаузенского, сына принца Августа Шварцбург-Зондерсгаузенского и принцессы Шарлотты Софии Ангальт-Бернбургской. Её сестра Кристина 27 апреля 1762 года вышла замуж за брата мужа Августа II Шварцбург-Зондерсгаузенского.

## Потомки
В браке с Кристианом Гюнтером III Шварцбург-Зондерсгаузенским родились:
- Гюнтер Фридрих Карл (1760—1837), князь Шварцбург-Зондерсгаузена
- Екатерина Шарлотта Фридерика Альбертина (1761—1801), замужем за принцем Фридрихом Кристианом Карлом Альбертом Шварцбург-Зондерсгаузенским
- Гюнтер Альбрехт Август (1767—1833), принц Шварцбург-Зондерсгаузенский
- Каролина Августа Альбертина (1769—1819), деканисса Херфордского монастыря
- Альбертина Вильгельмина Амалия (1771—1829), замужем за герцогом Фердинандом Вюртембергским
- Иоганн Карл Гюнтер (1772—1842), принц Шварцбург-Зондерсгаузенский